# I Swear
I Swear è un singolo del cantante di musica country statunitense John Michael Montgomery, pubblicato nel 1993 ed estratto dall'album Kickin' It Up.
La canzone è stata scritta da Gary Baker e Frank J. Myers.

## Tracce
- CD-Maxi (USA)

1. I Swear – 4:23
2. Line on Love – 2:37
3. Dream on Texas Ladies – 3:08
4. Friday at Five – 2:41

## Versione degli All-4-One
Alcuni mesi dopo la pubblicazione di Montgomery, il gruppo musicale statunitense All-4-One ha inciso una propria cover del brano con la produzione di David Foster.

### Tracce
- CD singolo

1. I Swear (radio edit) – 3:43
2. I Swear (radio remix) – 4:19

- CD maxi

1. I Swear (radio edit) – 3:43
2. I Swear (radio mix) – 4:18
3. I Swear (radio remix) – 4:18
4. I Swear (album version) – 4:18

- 7" singolo

1. I Swear (radio edit) – 3:43
2. I Swear (radio remix) – 4:19

### Classifiche
| Classifica (1994-1995) | Posizione raggiunta |
| ---------------------- | ------------------- |
| Regno Unito            | 2                   |
| Stati Uniti            | 1                   |